# Brama (biologia)
Brama és un gènere de peixos marins amb aletes ratllades de la família Bramidae, els bràmids. Actualment, hi ha 8 espècies dins del gènere.

## Característiques
Les espècies del gènere Brama tenen un cap i un cos comprimits en forma oval afilada amb un peduncle caudal prim. Els perfils dorsal i ventral del cap són convexos i té un musell curt i arrodonit. La boca és òbviament obliqua amb la mandíbula inferior sobresortint. Tenen una única aleta dorsal, aquesta i l'aleta anal són de base llarga. L'aleta dorsal comença per sobre de la base de l'aleta pectoral i tant aquesta com l'aleta anal són de forma semblant, tot i que l'aleta dorsal té un lòbul evident a l'extrem anterior. L'aleta pectoral està situada a baix del cos i és relativament llarga, s'estén fins al centre de l'aleta anal. Les petites aletes pelvianes es col·loquen per sota de la base de les aletes pectorals. L'aleta caudal és molt còncava. El cos i la major part del cap estan coberts d'escates quillades, mentre que les escates del ventre no són escates.

## Taxonomia
Brama va ser nomenat com a gènere l'any 1801 pels naturalistes alemanys Marcus Elieser Bloch (1723–1799) i Johann Gottlob Schneider (1750-1822). El 1823 Bory de Saint-Vincent va designar Sparus raii de Bloch com a espècie tipus.

## Espècies
Hi ha vuit espècies reconegudes en aquest gènere:
- B. australis Valenciennes, 1838
- B. brama (Bonnaterre, 1788). Sinònims: B. chilensis (Guichenot, 1848), B. marina (Fleming, 1828), B. pinna-squamata (Couch, 1849), B. pinnasquamata (Couch, 1849), B. raii (Bloch & Schneider, 1801), B. raji (Bloch & Schneider, 1801), B. rayi (Bloch & Schneider, 1801);
- Brama caribbea (Mead, 1972)
- Brama dussumieri (Cuvier, 1831)
- Brama japonica (Hilgendorf, 1878)
- Brama myersi (Mead, 1972)
- Brama orcini (Cuvier, 1831)
- Brama pauciradiata (Moteki, Fujita & Last, 1995)[3]